# Grey Damon
Grey Damon (* 24. září 1987, Bloomington, Indiana, Spojené státy americké) je americký herec. Nejvíce se proslavil rolemi v seriálech Světla páteční noci, The Nine Lives of Chloe King, Aquarius. Od roku 2018 hraje jednu z hlavních rolí v seriálu stanice ABC Station 19.

## Kariéra
K herectví se poprvé dostal v seriálu stanice The CW 90210: Nová generace, až poté získal větší role v seriálech jako Greek, Deset důvodů, proč tě nenávidím nebo Pravá krev. V roce 2010 získal jednu z hlavních rolí v poslední řadě seriálu Světla páteční noci. Následující rok si zahrál roli Briana v seriálu The Nine Lives of Chloe King. Seriál byl však zrušen po odvysílání první řady. V roce 2012 se objevil ve vedlejších rolích v seriálech Tajemství kruhu a Twisted.
V únoru roku 2013 byl obsazen do role Graysona v dramatickém seriálu stanice The CW Lásky ve hvězdách. Seriál byl však zrušen po odvysílání první řady. Na začátku srpna roku 2013 bylo oznámeno, že se připojil k obsazení seriálu American Horror Story: Coven. Zahrál si v prvním díle třetá řady „Čaroděvky“. V roce 2016 si zahrál v díle „The New Rogues“ v seriálu The Flash. V roce 2017 byl obsazen do jedné z hlavních rolí seriálu stanice ABC Station 19.

## Filmografie

### Film
| Rok  | Název                          | Role              | Poznámky |
| ---- | ------------------------------ | ----------------- | -------- |
| 2010 | The Devil Within               | John              |          |
| 2010 | The Odds                       | Zack Klein        | TV film  |
| 2013 | Percy Jackson: Moře nestvůr    | Chris Rodriguez   |          |
| 2013 | Oldboy                         | mladý Joe Doucett |          |
| 2015 | Sex Guaranteed                 | Kevin             |          |
| 2018 | The Possession of Hannah Grace | Andrew Kurtz      |          |

### Televize
| Rok     | Název                           | Role                        | Poznámky                         |
| ------- | ------------------------------- | --------------------------- | -------------------------------- |
| 2009    | 90210: Nová generace            | číšník                      | díl: „Pomoz mi, Rhondo“          |
| 2009    | Lincoln Heights                 | Serge                       | díl: „With You I Will Leave“     |
| 2010    | Greek                           | Hunter                      | díl: „The Tortoise and the Hair“ |
| 2010    | Deset důvodů, proč tě nenávidím | Trey                        | díl: „Meat Is Murder“            |
| 2010    | Pravá krev                      | Kitch Maynard               | 3 díly                           |
| 2010    | Žalobce a obhájce               | Todd Engler                 | díl: „Pilot“                     |
| 2010–11 | Světla páteční noci             | Hastings Ruckle             | 13 dílů                          |
| 2011    | The Nine Lives of Chloe King    | Brian Rezza                 | hlavní role, 10 dílů             |
| 2012    | Tajemství kruhu                 | Lee LaBeque                 | 6 dílů                           |
| 2013–14 | Twisted                         | Archie Yates                | 11 dílů                          |
| 2013    | American Horror Story: Coven    | Archie Brener               | díl: „Čaroděvky“                 |
| 2014    | Láska ve hvězdách               | Grayson Montrose            | hlavní role, 13 dílů             |
| 2015–16 | Aquarius                        | Brian Shafe                 | hlavní role, 26 dílů             |
| 2017    | V zajetí kouzel                 | Dryad                       | díl: „Word as Bond“              |
| 2016    | The Flash                       | Sam Scudder / Mirror Master | vedlejší role                    |
| 2018–24 | Station 19                      | Jack Gibson                 | hlavní role                      |

### Hudební video
| Rok  | Název       | Umělec           |
| ---- | ----------- | ---------------- |
| 2011 | „True Love“ | Destinee & Paris |